# Lavadero municipal de Sot de Chera

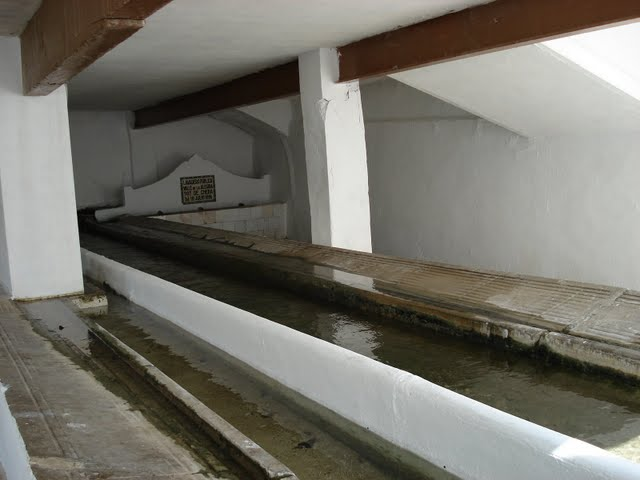
.

El Lavadero municipal de Sot de Chera, también llamado Valle de la Alegría, está situado junto al casco histórico de la ciudad de Sot de Chera en la comunidad valenciana. Fue construido en el año 1951, siendo su autor desconocido. Está clasificado como Bien de Protección Parcial en el Plan General de Sot de Chera por la Diputación de Valencia.

## Descripción
Se trata de un local al aire libre, cubierto y de planta cuadrangular. En lo que podría considerarse como eje central existe un elemento con forma de canal asimétrico con una partición intermedia y pequeños canalillos sobre unos bancos inclinados con estrías labradas. Los soportes son de hormigón y vigas de madera. Tres de sus cuatro lados están cerrados por parámetros de mampostería ordinaria.
Posee un gran valor etnológico y tipológico, vinculado con un sistema tradicional de explotación y uso del agua para lavar, consumir y regar.	 
Fue reformado en el año 2000. Posee tres grandes ventanales que permiten disfrutar de bonitas vistas al río Sot. El aspecto más significativo es que el edificio no está aislado o independiente, ni tiene, como es habitual, cubierta. Este lavadero se ubica bajo un edificio: Centro Cultural municipal, que era antiguamente la sede del ayuntamiento.

## Funcionamiento
Era y es utilizado para lavar la ropa y para recoger agua ya que existe una zona con varios caños a modo de fuente.